# Seigneur du Breucq
Au XIe siècle, le comte de Flandre donne des terres de son domaine d’Annappes à ses vassaux. Le seigneur du Breucq (Frumalde de Aqua) est l'un de ces vassaux et dès 1090 il élève sa motte (symbole de puissance), son château, surmonté d’une tour en bois et entouré d'un fossé, et établit sa basse-cour qui devint la cense du Breucq. Cette vaste seigneurie occupait la forêt du Barœul depuis les abords de Lille jusqu’à Croix.
Le pouvoir de la seigneurie du Breucq s'est étendu au cours des XIIe et XIIIe siècles de la Marque jusqu'à Lille sur les paroisses de Fives, Flers et Marcq-en-Barœul.
La Motte Féodale du Breucq est aujourd'hui toujours visible au bout de la rue Ghesquière à Flers Breucq.